# کالپیتیا
کالپیتیا (به لاتین: Kalpitiya) یک منطقهٔ مسکونی در سری‌لانکا است که در استان شمال غربی، سری‌لانکا واقع شده‌است. کالپیتیا ۱۶٫۷۳ کیلومتر مربع مساحت و ۸۶٬۴۰۵ نفر جمعیت دارد.